# Filthy Sexy Teen$
Filthy Sexy Teen$ é um especial de tv dos Estados Unidos do gênero comédia que foi ao ar no Adult Swim. Ainda não foi especificado se ele vai continuar como uma série regular.
O show é um spin-off para um episódio da segunda temporada da série NTSF: SD: SUV ::.

## Sinopse
Em uma escola onde todo mundo tem um segredo sombrio e alguém misterioso que pode expô-los, há um grupo de adolescentes que para tentar subir na escala social, usa todos os meios possíveis, mesmo se eles têm que usar o sexo, mentiras e assassinatos para chegar lá.

## Elenco
- Marshall Allman ... Nick
- Chelsea Harris ... Jaime
- Hannah Kasulka ... Reagan Berg
- Amanda Leighton ... Whitney
- Steven Yeun ... Martin
- Maggie Ashton ... Pretty Girl
- Chris Parnell ... Sean Hastings
- Johnny Pemberton ... Mark Benton
- Sam Trammell ... Tom Saxson
- Casey Wilson ... Meg Berg
- Jacob Womack ... Todd
- Blake Young-Fountain ... Shoemaker[2]